# Echoes in Rain
Echoes in Rain – singel irlandzkiej piosenkarki i kompozytorki Enyi zapowiadający jej ósmy studyjny album  pt. Dark Sky Island, wydany 9 października 2015 roku.

## Notowania

### Listy sprzedaży
| Kraj             | Lista (2015)        | Najwyższa pozycja |
| ---------------- | ------------------- | ----------------- |
| Belgia (Walonia) | Ultratop 50 Singles | 48                |

### Pozostałe listy
| Kraj              | Lista (2015/2016)                               | Najwyższa pozycja |
| ----------------- | ----------------------------------------------- | ----------------- |
| Polska            | Lista Przebojów Radia Białystok - Szczęśliwa 13 | 1                 |
| Polska            | Lista Przebojów Radia PiK                       | 2                 |
| Polska            | Lista przebojów Programu Trzeciego              | 6                 |
| Belgia (Flandria) | Ultratop 100 Ultratip                           | 6                 |
| Polska            | Złota Trzydziestka Radia Koszalin               | 7                 |
| Belgia (Walonia)  | Ultratop 50 Ultratip                            | 8                 |